# Che piacere averti qui
Che piacere averti qui è stato un programma televisivo italiano, trasmesso da Italia 1 per una sola edizione, dal 7 giugno al 6 settembre 1987, la domenica sera alle 20:35 per quattordici puntate.

## Il programma
Il programma, scritto da Italo Terzoli, Enrico Vaime e la Gialappa's Band, vedeva Paolo Villaggio vestire i panni di un presentatore accidentalmente capitato sul palcoscenico e redarguito da un assistente di studio, interpretato da Achille Federico, che gli imponeva di svolgere il suo ruolo. Tutto lo show era concepito come una parodia del varietà stesso, nel quale venivano presentati spezzoni dei programmi più fortunati di Canale 5, Italia 1 e Rete 4. L'attore riproponeva anche alcuni dei suoi personaggi più riusciti, Giandomenico Fracchia e Kranz, impegnati in nuove e demenziali avventure, che risultano essere le ultime proposte in televisione.
L'attore era coadiuvato in studio da Patrizia Rossetti, "Miss Semaforo", con la quale presenta un concorso a premi che coinvolgeva il pubblico da casa invitando a inventare uno slogan per pubblicizzare una vacanza alle Maldive, i Trettré, protagonisti di un momento comico nel quale conducevano un'asta sui prodotti per la casa e Maria Pia Parisi, showgirl a seno scoperto (o "censurato" solo da un puntino adesivo). A completare il cast, sei ragazze in costume da bagno (chiamate "ragazze Roberta") animavano i momenti di gioco legati allo sponsor della trasmissione, l'Intimo Roberta.
I momenti musicali erano curati da Mauro Chiari e la Biribirikini Band, mentre le Ciccia e paiette, tre corpulente signore ballerine, si esibivano in momenti di danza sulle coreografie di Saverio Ariemma.
Fu pubblicato anche un 45 giri dedicato alle due sigle: I cornuti sono eroi/Che piacere averti qui su etichetta Five Record
Durante ogni puntata intervenivano come ospiti anche personaggi noti; protagonisti dell'ultima puntata furono Nino Manfredi e Lino Banfi.

### Successo e critica
La trasmissione non ottenne recensioni positive, venendo stroncata da Beniamino Placido e la Repubblica, che definì lo show come una ripetizione di Fantastico, facendo notare che diverse parti dello show erano estremamente simili a quelle del programma di Pippo Baudo; anche il conduttore fu giudicato ripetitivo, mentre la comicità degli autori Terzoli-Vaime fu definita una "spiritosaggine". Anche Ugo Buzzolan de La Stampa giudicò il programma deludente, con una scrittura poco avvincente e ripetitivo.